# اوکتمن (دهانه)
اوکتمن یک دهانه برخوردی در ماه‌ است.

## دهانه‌های اقماری
این دهانه ۵ دهانه اقماری دارد.
| Euctemon | عرض جغرافیایی | طول جغرافیایی | قطر          |
| -------- | ------------- | ------------- | ------------ |
| K        | ۷۵.۹° N       | ۲۸.۴° E       | ۷.۰ کیلومتر  |
| H        | ۷۶.۳° N       | ۲۶.۶° E       | ۱۶.۰ کیلومتر |
| C        | ۷۶.۲° N       | ۳۸.۹° E       | ۲۰.۰ کیلومتر |
| D        | ۷۷.۱° N       | ۳۹.۲° E       | ۲۰.۰ کیلومتر |
| N        | ۷۵.۵° N       | ۳۳.۱° E       | ۸.۰ کیلومتر  |